# ستژلنیکی (استان اوپوله)
ستژلنیکی (به لهستانی: Strzelniki) یک منطقهٔ مسکونی در لهستان است که در گمینا لوین بژسکی واقع شده‌است. ستژلنیکی ۴۵۰ نفر جمعیت دارد.